# Takashi Umeda
Takashi Umeda (Gifu, 30 mei 1976) is een voormalig Japans voetballer.

## Carrière
Takashi Umeda speelde tussen 1995 en 2010 voor Seino Transportation, Oita Trinita en FC Gifu.